# کلش آو کینگز
«کلش آف کینگز» (انگلیسی: Clash of Kings) یک بازی ویدئویی است؛ که در سال ۲۰۱۴ (میلادی) و در پلت‌فرم‌های آی‌اواس و اندروید منتشر شده‌است.
این بازی از زمان انتشار آن یکی از بزرگترین اپلیکیشن‌ها در فروشگاه‌های اپ استور و گوگل پلی بوده و تعدادی از محبوبیت‌های برجسته بین‌المللی را نیز داشته‌است. این بازی بیش از ۶۵ میلیون بار در طول سال اول خود در بازار دانلود شده‌است